# 滋賀大学教育学部附属小学校

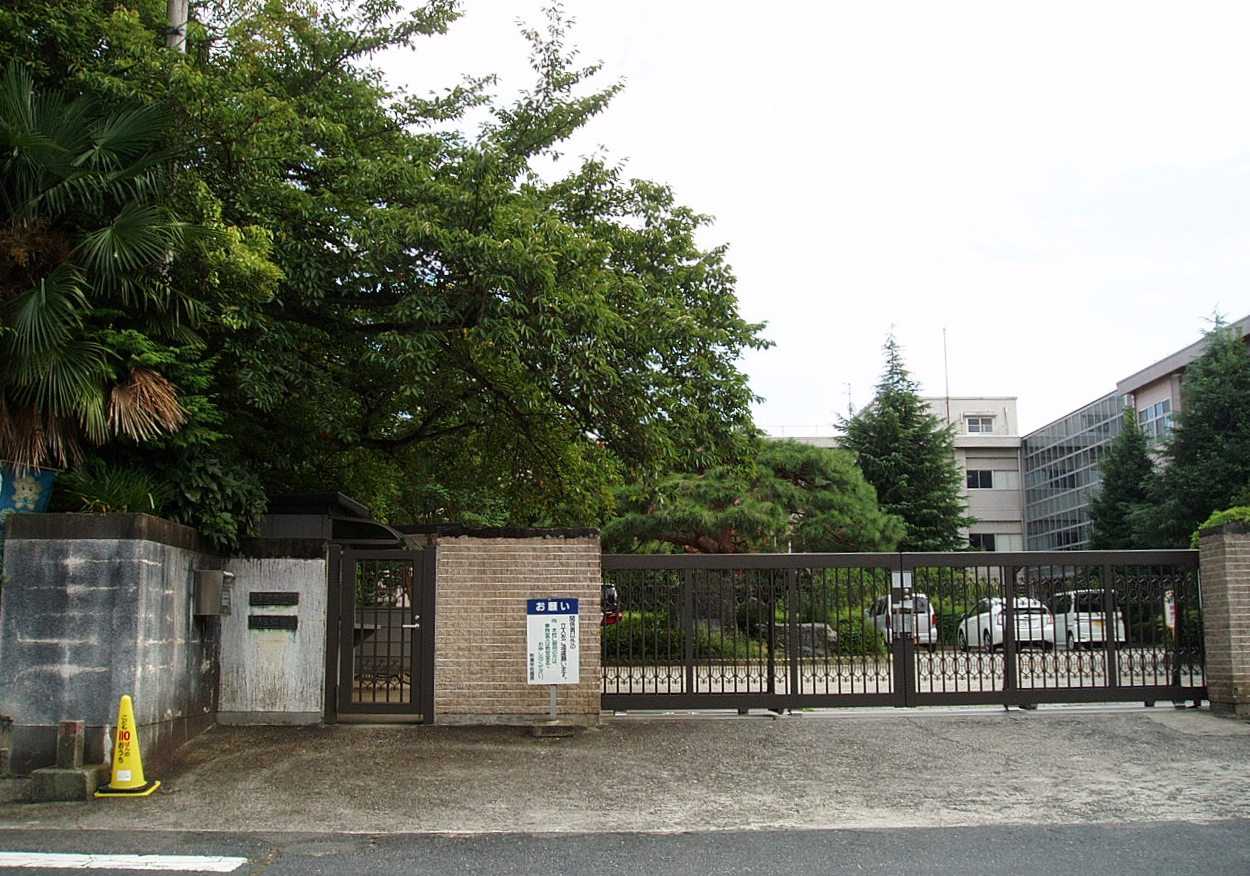
正門

滋賀大学教育学部附属小学校（しがだいがくきょういくがくぶふぞくしょうがっこう）は、滋賀県大津市にある国立小学校。附属中学校・幼稚園が隣接している。

## 沿革
- 1875年（明治8年）6月　小学校教員伝習所附属小学校設置
- 1875年（明治8年）10月　滋賀県師範学校附属小学校と改称
- 1876年（明治9年）　滋賀県大津師範学校附属小学校と改称
- 1880年（明治13年）　滋賀県師範学校附属小学校と改称
- 1886年（明治19年）　滋賀県尋常師範学校附属小学校と改称
- 1898年（明治31年）　滋賀県師範学校附属小学校と改称
- 1911年（明治44年）　滋賀県女子師範学校に附属小学校設置
- 1941年（昭和16年）　滋賀県師範学校附属国民学校と改称
- 1943年（昭和18年）　滋賀師範学校男子部、女子部国民学校と改称
- 1947年（昭和22年）　滋賀師範学校男子部附属小学校、女子部附属小学校が設置
- 1949年（昭和24年）　滋賀大学滋賀師範学校附属小学校と改称、男女両附属を統合。大津東浦・旧師範学校舎へ移転
- 1951年（昭和26年）　滋賀大学学芸学部附属小学校と改称
- 1965年（昭和40年）　現在地に移る
- 1966年（昭和41年）　滋賀大学教育学部附属小学校と改称

## 所在地
- 滋賀県大津市昭和町10番3号

## 出版物
- 「確かな学力」を伸ばす学習指導の創造 明治図書出版 2005.11発行　ISBN 4-18-227512-8

## 著名な出身者
- 饗庭孝男（文芸評論家、青山学院大学名誉教授）